# 21. pěší pluk

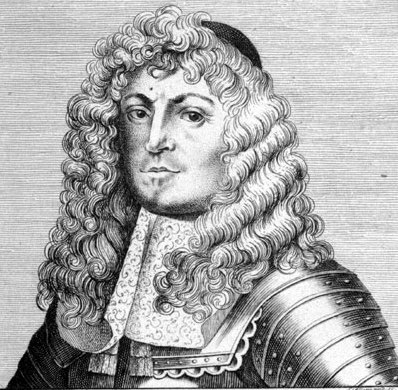
Otto Ferdinand von Abensperg und Traun, patron pluku, po kterém byl roku 1888 pojmenován

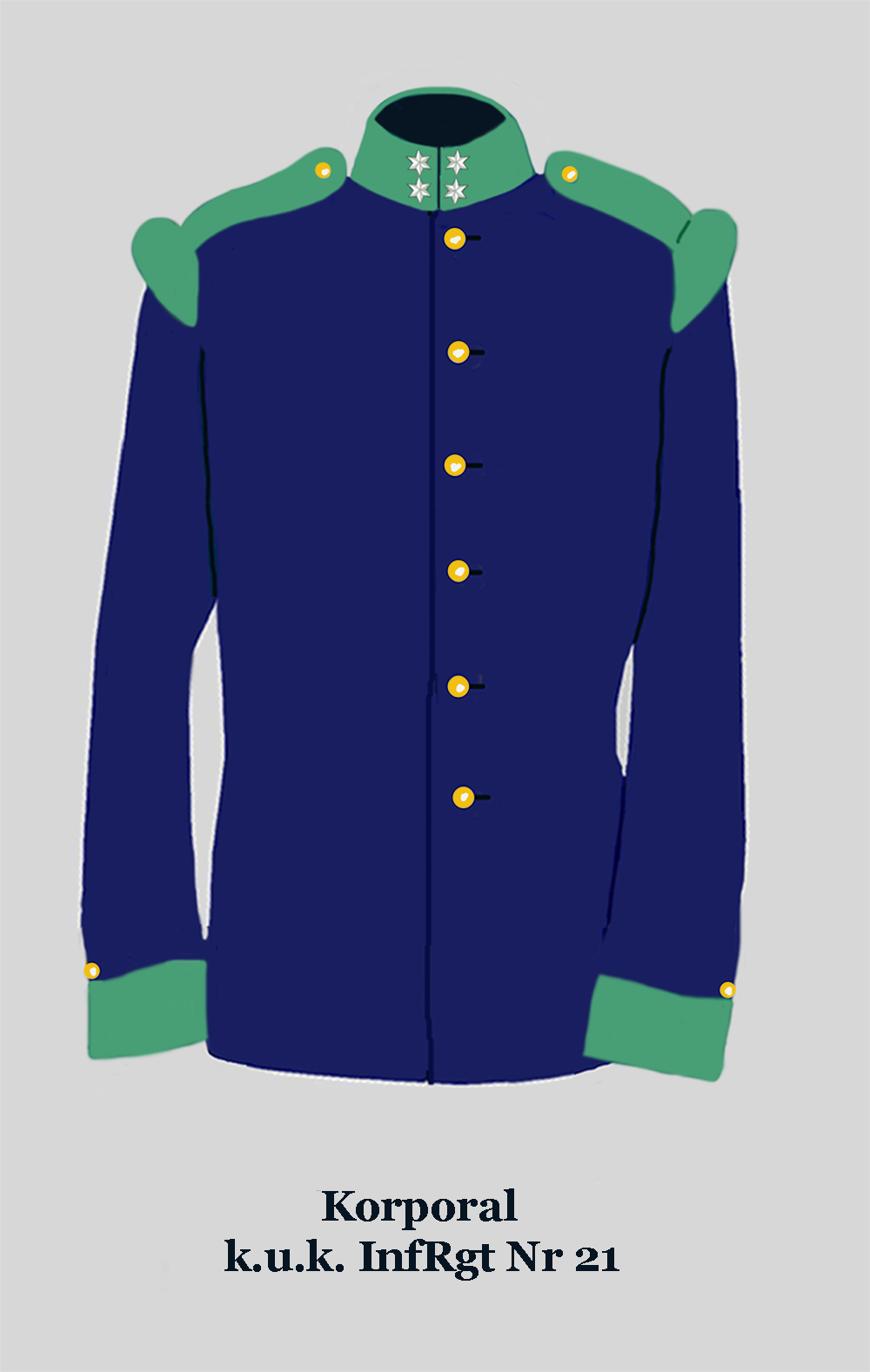
Uniforma desátníka IR. 21

Čáslavský 21. pěší pluk nebo Císařský a královský pěší pluk č. 21 (německy Kaiserliches und königliches Infanterieregiment Nr. 21. Czaslaw, IR. 21) byl vojenský pěší pluk rakousko-uherské armády, jehož domovskou základnou byla čáslavská kasárna. 

## Historie pluku

### Rakouská monarchie
Pluk vznikl v roce 1733 jako regiment hraběte Franze Colmenera. V rámci číslování pluků rakouské císařské armády ve druhé polovině 18. století dostal číslo 21.
V 19. století mu pak jako posádkové město byla vybrána Čáslav, pluk pak spadal pod územní velení 9. armádního sboru. 

### Rakousko-Uhersko
V roce 1888 byl pluk „na věčnou památku“ pojmenován po polním maršálovi Otto Ferdinandovi z Abensbergu a Traunu. Svůj svátek pluk slavil 22. května, v den výročí bitvy u Aspernu svedené během napoleonských válek v roce 1809.  V roce 1873 bylo velitelství pluku umístěno ve Vídni, záložní velitelství pak sídlilo v Čáslavi.
V roce 1889 byl štáb 1 a 3. praporu pluku umístěn v Čáslavi, 2. prapor v Kutné Hoře, 3. prapor byl odvelen do černohorské Crkvice na území podřízenému vojenskému velitelství v Zadaru. Pluk (bez 4. praporu) byl součástí 20. pěší brigády patřící k 10. pěší divizi, zatímco 4. prapor byl součástí 94. pěší brigády v Kotoru.
V roce 1890 bylo velitelství pluku spolu s 2 a 3. praporem převeleno do Kutné Hory, 4. prapor pak do Hercegu Noviho, rovněž v Černé Hoře, zatímco 1. prapor zůstal v Čáslavi. Podřízenost pluku a odloučeného praporu se nezměnila.
V roce 1903 bylo velitelství pluku spolu s 3 a 4. praporem dislokováno v Kutné Hoře, 1. prapor pak v Sarajevu a 2. prapor v Čáslavi. V letech 1904-1907 byl 1. a 3. prapor umístěn v Kutné Hoře, 2. prapor v Čáslavi a 4. prapor v Sarajevu. V letech 1908-1909 byl 1. a 3. prapor umístěn v Kutné Hoře, 2. prapor v Čáslavi a 4. prapor v bosenském Trebinji. V letech 1912-1914 byl potom 3. a 4. prapor umístěn v Kutné Hoře, 2. prapor v Čáslavi a 1. prapor v bosenském Brčku v Bosně a Hercegovině.

### První světová válka
V době začátku první světové války, tedy v roce v roce 1914, tvořilo pluk 87 % mužů české národnosti. V roce 1914 byl zatímco 1. prapor přidělen k 11. horské brigádě 48. pěší divize  zatímco zbylé 3 prapory pluku byly součástí 20. pěší brigády 10. pěší divize.
Po začátku války bojovaly tři prapory pluku v letech 1914 a 1915 proti ruské carské armádě v Haliči, zde se mj. zúčastnili bitvy u Gorlice. 1. prapor byl pak s 11. horskou brigádou nasazen v Bosně proti srbské armádě.
Vojáci pluku jsou pohřbeni mj. na válečných hřbitovech č. 138 v Bogoniowicích, 139 v Tursku-Łosii, 60 v Maguře, 61 v Gładyszówě, 167 v Ryglici a 224 v Brzostku.
Plukovní barva byla tmavě tmavě červená (dunkelrot), uniformy zdobily stříbrné knoflíky.

### Zánik
S koncem války a zánikem rakousko-uherské monarchie koncem roku 1918 byl pluk sloučen s 21. československým střeleckým plukem, jednotkou čs. legií ve Francii do Pěšího pluku 21 "Maršála Foche" Československé armády, rovněž umístěným v Čáslavi.

## Majitelé pluku
- 1734 Generálmajor (Generalfeldwachtmeister) Franz Ludwig de Colmenero (1733 – † 19. září 1734)[6],
- 1734 - 1754 Ludwig Ferdinand hrabě Schulenburg-Oynhausen[6]
- 1754 - 1778 Carl Raimund Aremberg[6]
- 1778 - 1808 Sigmund sv. pán von Memmingen-Hornberg[6]
- 1808 - 1810 Louis Viktor princ Rohan[6]
- 1810 - 1835 Albert hrabě Gyulai von Maros-Nemeth a Nadaska[6]
- 1835 - 1849 Johann sv. pán von Paumgarten[6]
- 1849 - 1852 polní podmaršál Felix ze Schwarzenbergu (1849 – † 5. května 1852)[6],
- 1852 - 1857 polní podmaršál Christian Neu-Leiningen-Westerburg (1852 – † 1. října 1856)[6],
- 1857 - 1878 polní zbrojmistr Sigmund von Reischach (1857 – † 13. září 1878)[6],
- 1878 polní zbrojmistr Friedrich von Mondel (1878 – † 18. prosince 1886)[6],
- generál pěchoty Zeno Welser von Welsersheimb (od 1887).

## Velitelé pluku
- plk. Norbert von Catty (1873)
- plk. Alexander Kirchhammer (1889 – 1890)
- plk. Johann Hrabar (1903-1904)
- plk. Karl von Rebracha (1906-1909)
- plk. Heinrich Teisinger (1910-1914)
- plk. Franz Pokorny (1914)
- plk. František Schöbl (1915-1916)[4]